# Gran Premio Industria e Artigianato 1978
Il Gran Premio Industria e Artigianato 1978, dodicesima edizione della corsa e seconda con questa denominazione, si svolse il 27 aprile su un percorso di 220 km, con partenza e arrivo a Larciano. Fu vinto dall'italiano Francesco Moser della Sanson-Columbus davanti ai suoi connazionali Alfio Vandi e Vittorio Algeri.

## Ordine d'arrivo (Top 10)
| Pos. | Corridore          | Squadra                | Tempo    |
| ---- | ------------------ | ---------------------- | -------- |
| 1    | Francesco Moser    | Sanson-Columbus        | 6h04'00" |
| 2    | Alfio Vandi        | Magniflex-Torpado      |          |
| 3    | Vittorio Algeri    | Intercontinentale Ass. |          |
| 4    | Wladimiro Panizza  | Vibor                  |          |
| 5    | Giovanni Battaglin | Fiorella-Citroën       |          |
| 6    | Alfredo Chinetti   | Selle Royal-Inoxpran   |          |
| 7    | Valerio Lualdi     | Bianchi-Faema          |          |
| 8    | Roberto Visentini  | Vibor                  |          |
| 9    | Gabriele Landoni   | Gis Gelati             |          |
| 10   | Aldo Donadello     | Fiorella-Citroën       |          |